# Пенелъпи Уорд
Пенелъпи Уорд (на английски: Penelope Ward) е американска писателка на бестселъри в жанра любовен роман и романтичен трилър.

## Биография и творчество
Пенелъпи Уорд е родена на 10 юли 1975 г. в Бостън, Масачузетс, САЩ. Има пет по-големи братя.
След дипломирането си работи като водеща на телевизионните новини. След това се омъжва и решава да се насочи към по-подходяща за семейството кариера като писателка.
Първият ѝ роман „Gemini“ е издаден през 2013 г.
Произведенията на писателката често са в списъците на бестселърите, а романът ѝ „RoomHate“ достига до първото място в списъка с бестселъри на „Wall Street Journal“.
Има дъщеря, диагностицирана с аутизъм, и син.
Пенелъпи Уорд живее със семейството си в Роуд Айлънд.

## Произведения

### Самостоятелни романи
- Gemini (2013)
- My Skylar (2014)
- Stepbrother Dearest (2014)
- Sins of Sevin (2015)
- RoomHate (2016)
- Neighbor Dearest (2016)
- Mack Daddy (2017)
- Drunk Dial (2017)
- Gentleman Nine (2018)
- Love Online (2018)
- Hate Notes (2018) – с Ви Кийланд
Обяснения в омраза, изд.: „Егмонт България“, София (2019), прев. Николина Тенекеджиева
- When August Ends (2019)
- The Day He Came Back (2019)
- Park Avenue Player (2019) – с Ви Кийланд
- Dirty Letters (2019) – с Ви Кийланд

### Серия „Джейк“ (Jake)
1. Jake Undone (2013)
2. Jake Understood (2015)

### Серия „Прилив“ (Rush) – с Ви Кийланд
1. Rebel Heir (2018)
2. Rebel Heart (2018)

### Новели
- Jaded and Tyed (2017)
- Scrooged (2019) – с Ви Кийланд